# Domki kunitzerowskie

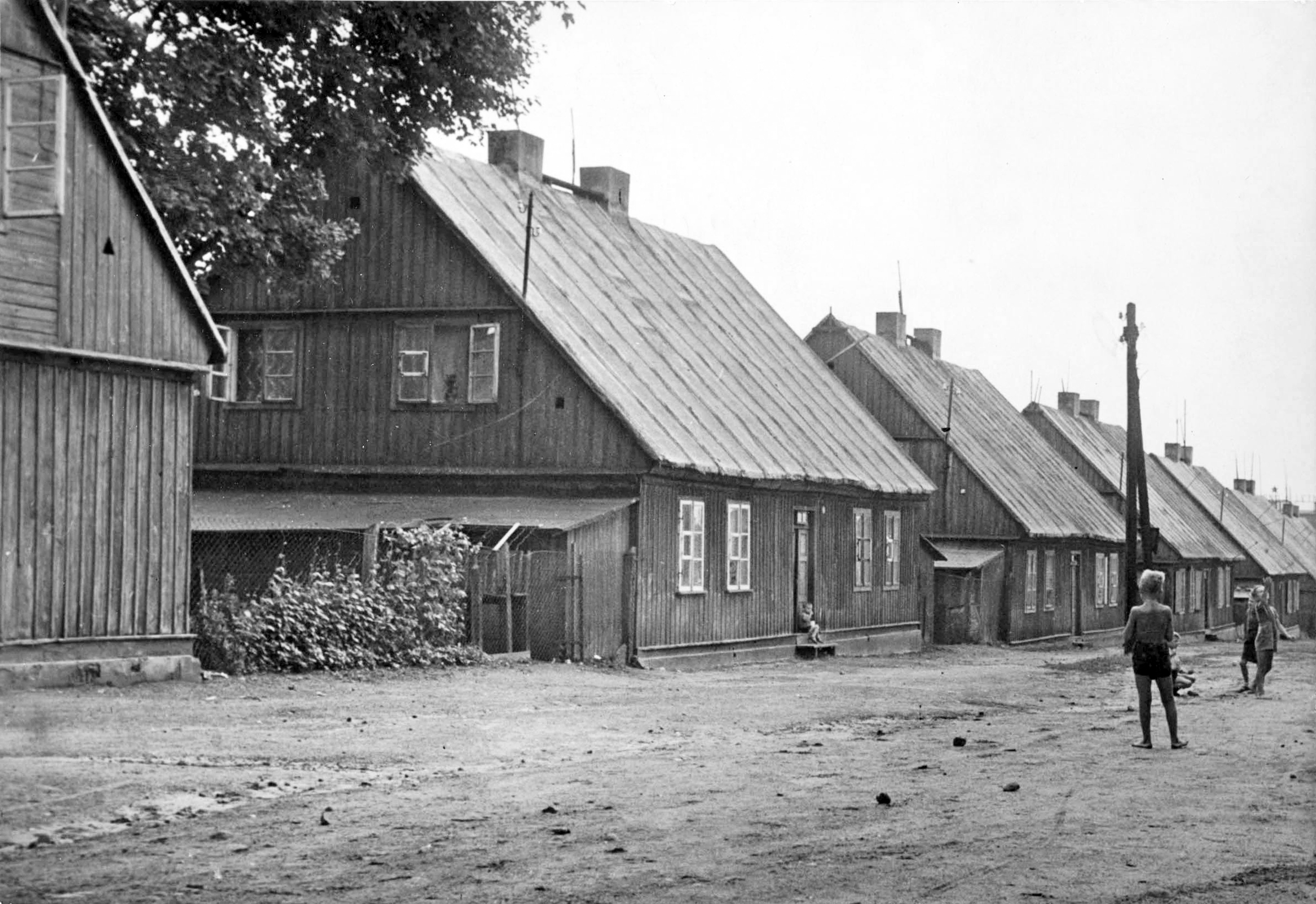
Domki kunitzerowskie na fotografii Ignacego Płażewskiego, lata 50./60. XX wieku

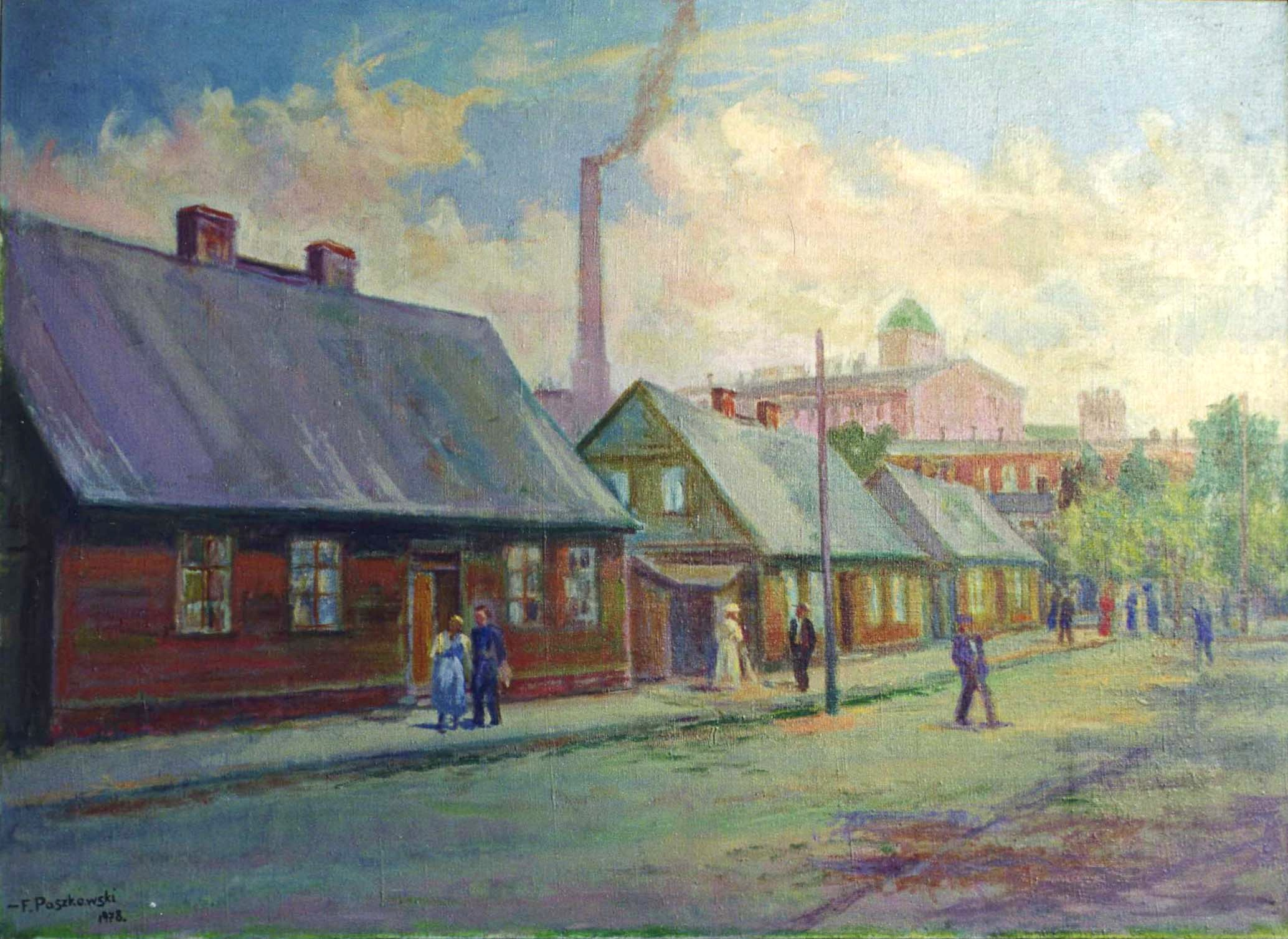
Domki kunitzerowskie na obrazie Feliksa Paszkowskiego

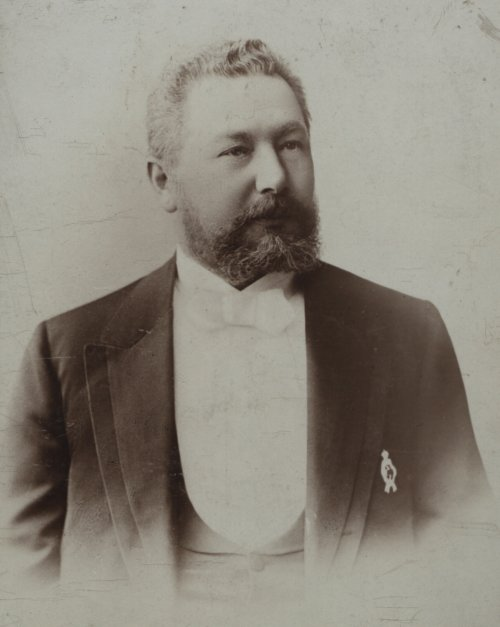
Juliusz Kunitzer

Domki kunitzerowskie (osiedle kunitzerowskie) – osiedle drewnianych famuł, budowane od końca XIX w. dla robotników Widzewskiej Manufaktury Juliusza Heinzla i Juliusza Kunitzera. Domy rozmieszczone były wzdłuż ulic: Kunitzera (ob. część ul. Niciarnianej), Niciarnianej, Józefa, św. Kazimierza i przy szosie Rokicińskiej (ob. al. Józefa Piłsudskiego) w Łodzi. Po II wojnie światowej famuły były rozbierane, a ostatnie z nich wyburzono w 1980 roku.

## Historia
Widzewska Manufaktura położona była z dala od centrum Łodzi – zapewnienie fabryce siły roboczej wymagało zaplecza socjalnego dla robotników i ich rodzin. W tym celu powstało osiedle drewnianych domów wielorodzinnych, wybudowane w bezpośrednim sąsiedztwie zakładu.
W roku 1901 osiedle składało się ze 158 domów drewnianych i ośmiu murowanych (1585 izb), które przeznaczone były dla majstrów zatrudnionych w fabryce. Na jego terenie znalazły się także: szkoła przyfabryczna, szpital, konsum i dom teatralno-kulturowy.
Po roku 1945 domy stopniowo rozbierano. Ostatnie z nich wyburzono w 1980 roku.

## Architektura
Budynki wyglądem nawiązywały do architektury wiejskiej, co wyróżniało je na tle innych łódzkich osiedli. Domy na osiedlu były parterowe, drewniane, z użytkowym poddaszem, każdy przeznaczony był dla sześciu rodzin. Posiadały komórki przy ścianach szczytowych. Sień znajdowała się w osi budynku, z niej prowadziły wejścia do czterech izb na parterze i dwóch na poddaszu. W sąsiedztwie znajdowały się studnie i niewielkie ogródki oraz sławojka.
Domy na osiedlu ustępowały standardem innym domom robotniczym ówczesnej Łodzi, już w momencie powstawania było im bliżej do domów łódzkich tkaczy z lat 20. XIX wieku. Jakość życia na osiedlu nie zmieniała się z czasem na lepsze – domy do końca istnienia pozostały nieskanalizowane, nie posiadały bieżącej wody.